# Chelonus sagittatus
Chelonus sagittatus är en stekelart som beskrevs av Papp 1971. Chelonus sagittatus ingår i släktet Chelonus och familjen bracksteklar. Inga underarter finns listade i Catalogue of Life.